# ウーディネ県

ウーディネ県
Provincia di Udine

ウーディネ県（ウーディネけん、イタリア語: Provincia di Udine）は、イタリア共和国北東部のフリウリ＝ヴェネツィア・ジュリア州に属していた県。県都はウーディネ。フリウリ地方の中心地で、ウーディネ市（約10万人）は州都トリエステ市（約20万人）に次ぎ、州内第二の人口を有する。
フリウリ＝ヴェネツィア・ジュリア州における行政制度再編に伴い、2017年に自治体としてのウーディネ県は廃止された（選挙区の単位などの地理的呼称としては残される）。

## 名称
標準イタリア語以外の言語では以下の名称を持つ。
- フリウリ語: Provincie di Udin
- スロベニア語: Pokrajina Videm

## 地理

### 位置・広がり
フリウリ＝ヴェネツィア・ジュリア州の中央部に所在する県で、南にアドリア海（ヴェネツィア湾）に面しており、北はアルプス山脈に至る。面積は 4,905 km² に及び、州の面積の半分以上（約60%強）を占める。県域には州人口の約40%が暮らしており、人口においても州内最大の県となっている。
ウーディネ県は北でオーストリアと、東にスロベニアとの国境に接している。県都ウーディネは県域のほぼ中央部に位置し、州都トリエステから北西へ約63km、ヴェネツィアから北東へ約100km、クラーゲンフルト（オーストリア）から南西へ約104km、首都ローマから北北東へ約468kmの距離にある。
隣接する県（およびそれ相当の行政区画）は以下の通り。
- ケルンテン州（オーストリア） - 北
- プリモルスカ地方（スロベニア） - 東
- ゴリツィア県 - 東南
- ヴェネツィア県（ヴェネト州） - 南西
- ポルデノーネ県 - 西
- ベッルーノ県（ヴェネト州） - 北西

### 県内の地域と主要な都市

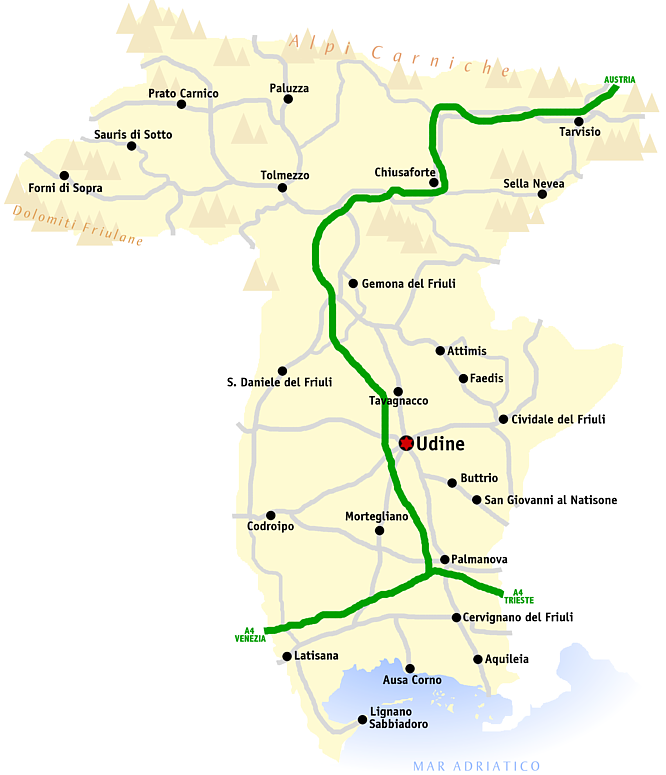
ウーディネ県概略図

県域はフリウリ地方の一部に当たり、北部の山岳地域アルト・フリウリ（高地フリウリ、Alto Friuli）、県都ウディーネを含む中部のメディオ・フリウリ（Medio Friuli）、南部のアドリア海沿岸部バッサ・フリウラーナ（低地フリウリ、Bassa friulana）に大きく分けられる。アルト・フリウリのうち北西部はカルニア（Carnia）、北東部はヴァル・カナーレ（Val Canale）やカナル・デル・フェッロ（Canal del Ferro）と呼ばれる。
アルプスからアドリア海に至る県域は広大で、さまざまな地域を含んでいる。とくにトルメッツォを中心とするカルニア地方には自治を求める傾向が強く、北部を「アルト・フリウリ県」として分割することについての住民投票が行われたことがある。
2001年に行われた居住地区（Località abitata）別人口統計によれば、人口8000人以上の都市・集落は以下の通り。（　）内は所属自治体名を示すが、都市・集落名と同一の場合は省いた。自治体（コムーネ）単位の人口は#コムーネ参照。
- ウーディネ - 94,389人
- コドローイポ - 11,406人
- チェルヴィニャーノ・デル・フリウーリ - 11,206人
- ジェモーナ（ジェモーナ・デル・フリウーリ） - 11,070人
- チヴィダーレ・デル・フリウーリ - 8,959人
- フェレット・ウンベルト（タヴァニャッコ） - 8,739人

- 県都ウーディネ
- ナティゾーネ川とチヴィダーレ・デル・フリウーリ
- タリアメント川上流、カルニア地方のトルメッツォ
- ジェモーナ・デル・フリウーリからのフリウリ・アルプス
- バッサ・フリウラーナ地方の中心都市チェルヴィニャーノ・デル・フリウーリ

## 歴史
この地域は、19世紀以降オーストリア帝国を構成するロンバルド＝ヴェネト王国の一部であり、フリウリ県（provincia del Friuli）が置かれていた。

### イタリアへの編入
第三次イタリア独立戦争（普墺戦争のイタリア戦線）を経て、1866年にヴェネト一帯がイタリア王国に編入されると、従来の行政区画を引き継いでフリウリ県（provincia del Friuli）が設置された。
第一次世界大戦後、現在のウーディネ県の東隣にあたるヴェネツィア・ジュリア地方（現在のゴリツィア県を含む）がイタリア領に編入された。1923年、ゴリツィア県 (it:Provincia di Gorizia (1919-1923)) が解体され、タルヴィージオ、プレッツォ（現在はスロベニア領ボヴェツ）、カポレット（コバリード）、トルミノ（トールミン）、チルキナ（ツェルクノ）、イドリア（イドリヤ）、アイドゥッシナ（アイドウシュチナ）、ヴィパッコ（ヴィパーヴァ）、カナーレ（現在はスロベニア領カナル、イタリア語名カナーレ・ディゾンツォ（Canale d'Isonzo））、ゴリツィア、コルモンス、チェルヴィニャーノがフリウリ県に編入された。1927年には、ゴリツィア県 (it:Provincia di Gorizia (1927-1943)) が再設置されたが、このときタルヴィージオ、チェルヴィニャーノ、キオプリス＝ヴィスコーネの町はフリウリ県にとどまった。1940年、県名はフリウリ県から現在のウーディネ県に改められた。
第二次世界大戦後の1968年に、タリアメント川右岸地方（Destra Tagliamento）の51コムーネがウーディネ県から分割され、ポルデノーネ県が設立された。翌1969年にはフォルガリーア・ネル・フリウーリがポルデノーネ県からウーディネ県管下に戻った。

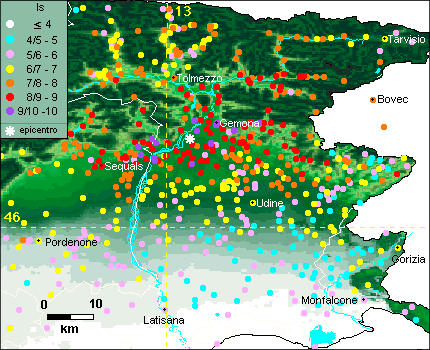
1976年5月6日の地震の震度（改正メルカリ震度階級）

1976年5月6日、ジェモーナ・デル・フリウーリおよびアルテーニャ付近を震央とするモーメント・マグニチュード (Mw) 6.4の地震が発生し、989人の犠牲者が出た (it:Terremoto del Friuli del 1976) （同年9月15日にも Mw 6.0 の地震が発生している）。とくに震源地に近い町では甚大な被害を蒙り、第二次世界大戦の戦災を免れた古い建物が破壊された。
2004年には、カルニア、タルヴィージオ、ジェモーナなどを含む「アルト・フリウリ県」の分離設立について、自治州法に基づいて3月21日には住民投票が行われた。県庁の所在地を巡ってトルメッツォ（カルニアの中心都市）とジェモーナが対立したため、その中間にあるヴェンゾーネが県都の候補とされた。住民投票の結果、ウーディネ県からの離脱と新県の設立は否決された。カルニア地方では賛成票が多数を占めた（リゴラートを除く）が、タルヴィージオやジェモーナでは反対票が多数を占めた。

## 観光
県には世界遺産として、以下がある。
- アクイレイアの遺跡地域と総大司教座聖堂のバシリカ （アクイレイア）
- イタリアのロンゴバルド族:権勢の足跡 (568-774年) の一部
  - ガスタルダガ地区と司教関連建造物群 （チヴィダーレ・デル・フリウーリ）

## 行政区画

### コムーネ
ウーディネ県には134のコムーネが属する。主要なコムーネ（人口上位15位）は下表の通り。左端の数字はISTATコードを示す。人口は2023年1月1日現在。
右の地図中の番号は、コムーネのISTATコード下3桁を示す。下表に掲げた主要なコムーネのうち、地図中に名称を記さなかったものについては、番号を太字で示した。
| コード | 自治体名                             | 人口   |
| ------ | ------------------------------------ | ------ |
| 030129 | ウーディネ                           | 98,040 |
| 030027 | コドローイポ                         | 15,896 |
| 030118 | タヴァニャッコ                       | 14,692 |
| 030023 | チェルヴィニャーノ・デル・フリウーリ | 13,596 |
| 030046 | ラティザーナ                         | 13,143 |
| 030026 | チヴィダーレ・デル・フリウーリ       | 10,830 |
| 030043 | ジェモーナ・デル・フリウーリ         | 10,476 |
| 030121 | トルメッツォ                         | 9,836  |
| 030072 | パジアーン・ディ・プラート           | 9,245  |
| 030116 | タルチェント                         | 8,902  |
| 030099 | サン・ダニエーレ・デル・フリウーリ   | 7,913  |
| 030016 | カンポフォルミド                     | 7,859  |
| 030127 | トリチェージモ                       | 7,586  |
| 030100 | サン・ジョルジョ・ディ・ノガーロ     | 7,297  |
| 030079 | ポッツオーロ・デル・フリウーリ       | 6,883  |

21世紀に入って以降、以下のコムーネ統廃合 (it:Fusione di comuni italiani) が行われている。
2009年発足
- カンポロンゴ・タポリアーノ（カンポロンゴ・アル・トッレとタポリアーノが合併）

2014年発足
- リヴィニャーノ・テオール（リヴィニャーノ、テオールが合併）

2018年発足
- フィウミチェッロ・ヴィッラ・ヴィチェンティーナ（フィウミチェッロ、ヴィッラ・ヴィチェンティーナが合併）
- トレッポ・リゴスッロ（トレッポ・カルニコ、リゴスッロが合併）

## 人物

### 著名な出身者
- ブルーノ・サッコ - カーデザイナー。ウーディネ生まれ。
- エンツォ・ベアルツォット - サッカー選手・指導者。アイエッロ・デル・フリウーリ生まれ。
- タルチシオ・ブルニチ - サッカー選手・指導者。ルーダ生まれ。
- マウリツィオ・ザンパリーニ - 実業家、サッカークラブオーナー。バニャーリア・アルサ生まれ。
- ルイジ・デルネーリ - サッカー選手・指導者。アクイレイア生まれ。
- マヌエラ・ディ・チェンタ - クロスカントリースキー選手、登山家、政治家。パルッツァ生まれ。
- ガブリエラ・パルッツィ - クロスカントリースキー選手。ウーディネ生まれ。
- ジョルジョ・ディ・チェンタ - クロスカントリースキー選手。トルメッツォ生まれ。

### ゆかりの人物
- ピエール・ブラザ - 19世紀-20世紀初頭の探検家。父はウーディネの貴族。空港に名が付けられた。